# Pays Diangala
 (septembre 2013).
Si vous disposez d'ouvrages ou d'articles de référence ou si vous connaissez des sites web de qualité traitant du thème abordé ici, merci de compléter l'article en donnant les références utiles à sa vérifiabilité et en les liant à la section « Notes et références ».
Le Pays Diangala est une région de la république du Congo habitée par les kugnis. Il s'étend dans la vallée du Niari, entre Ngo-Nzoungou (Ouest), Moutéla (Est), Makabana (Nord) et Kikongo (Sud). On y trouve la ville de Dolisie.